# Annakreuz

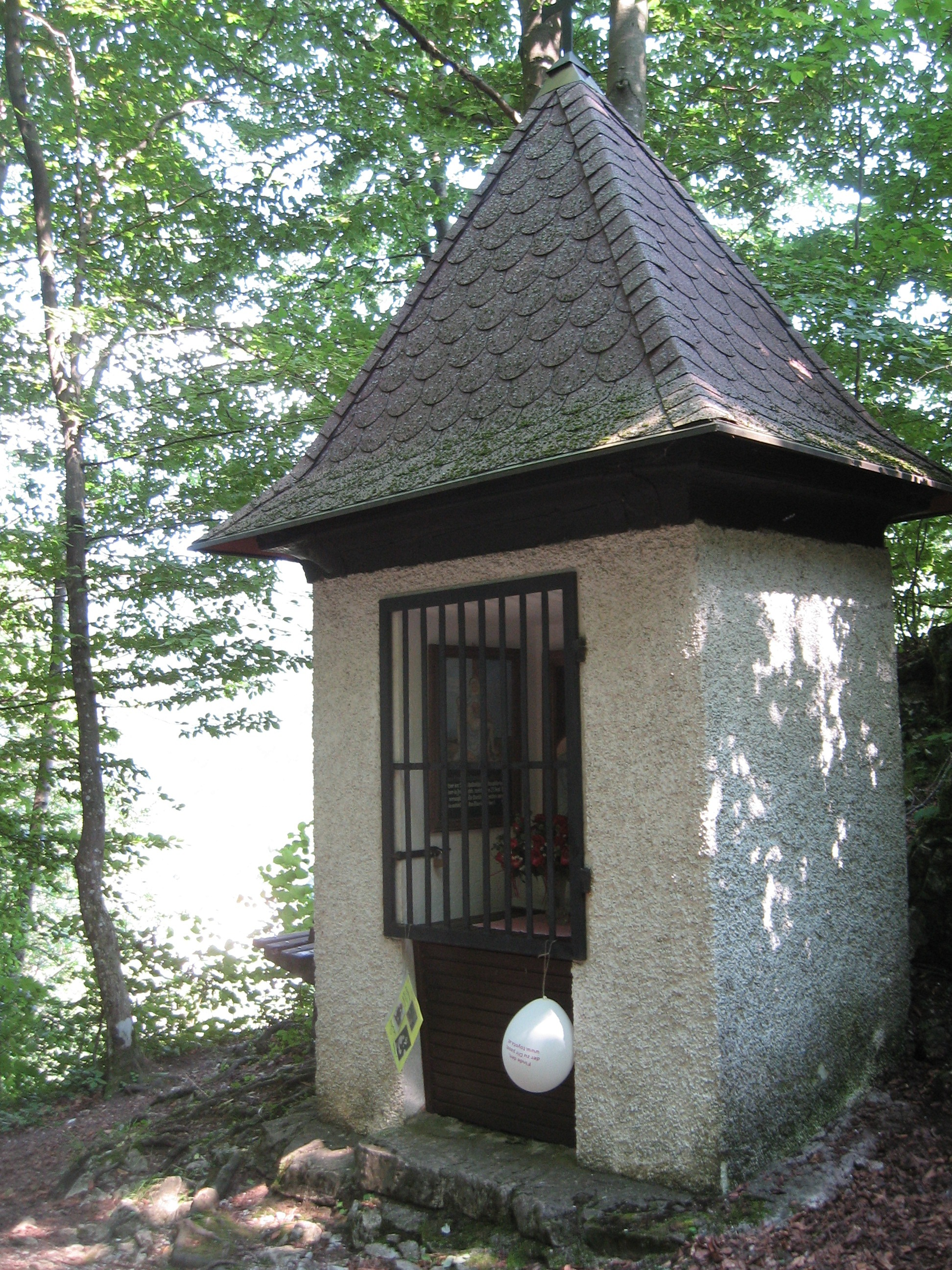
Anna-Kapelle (2009)

Das Annakreuz ist eine Stelle, die sich an dem alten Höhenweg von Kirchberg an der Pielach nach Frankenfels in Niederösterreich befindet.  

## Lage
Der Ort befindet sich auf dem alten Höhenweg in der Nähe der Burg Weißenburg zwischen der ehemaligen Taverne in der Weißenburggegend und dem Gehöft Ober-Grub in der Hofstadtgegend. Beim Annakreuz steht heute die Anna-Kapelle.

## Geschichte

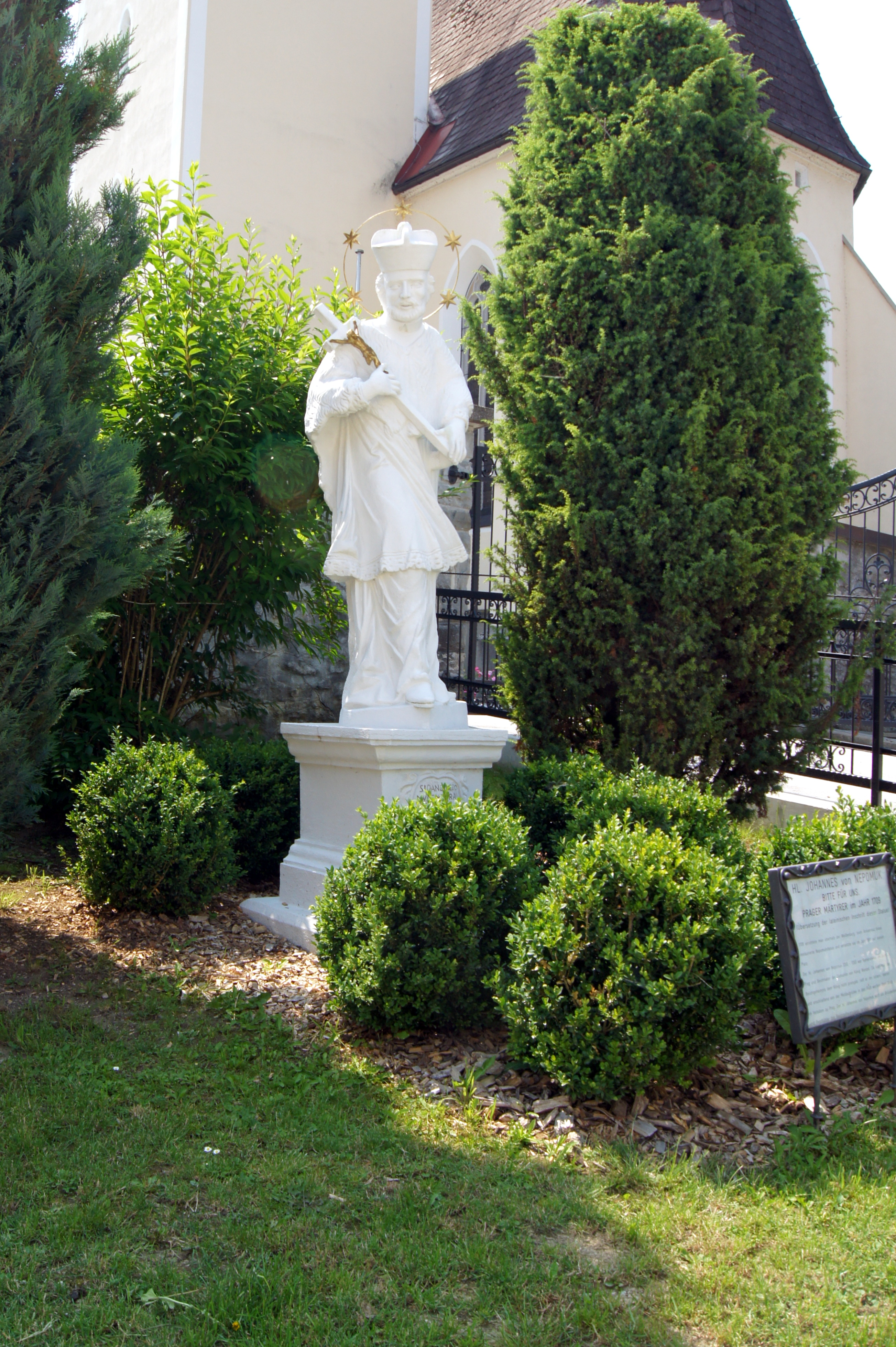
Restaurierte Johannes Nepomuk-Statue, die derzeit in der Nähe der Pfarrkirche Frankenfels steht (2012)

Ursprünglich befand sich an der Stelle ein Kreuz, das später durch die Kapelle ersetzt wurde. Es stand hier auch eine 1708 errichtete Statue von Johannes von Nepomuk, die aber 1961 auf die Initiative von Pfarrer Josef Stangl nach Frankenfels übersiedelt wurde und in der Nähe des Kriegerdenkmales und der Pfarrkirche Frankenfels ihren Platz fand.
Am 26. September 1895 kam es zu einem nicht aufgeklärten Kriminalfall: Der Frankenfelser Mesner Johann Auer von der Steinschallmühle wurde unterhalb des Annakreuzes tot und seines Geldes teilweise beraubt aufgefunden. Er hatte zuvor seine Patenkinder besucht und war aufgrund seines Alkoholkonsums in fröhlicher Stimmung. Verdächtigt wurde Anton Falkensteiner, genannt Plank-Toni, vom Haarstubenhäusl, der in Geldnot war und von Zeugen am Höhenweg gesehen wurde. Er gab jedoch an, dass er auf der neuen Straße gegangen war. Ihm konnte die Tat letztendlich aber mangels Beweisen nicht nachgewiesen werden und er kam nach einer halbjährigen Untersuchungshaft wieder frei. Möglicherweise war es jedoch nur ein Unfall, da die Silbermünzen und die Uhr des Opfers noch vorhanden waren. Eine Inschrift in der Kapelle erinnert an den Vorfall.
1980 wurde die Kapelle von der Weißenburger Bevölkerung unter der Leitung von Aloisia Kramberger restauriert und von Pfarrer Josef Wagner und Pfarrer Goldgruber eingeweiht.

## Sonstiges
Die Katholische Frauenbewegung Frankenfels versammelt sich jährlich am 26. Juli, dem Annatag, vor der Kapelle zu einer Andacht.